# Mistrzostwa Świata FIBT 1965
Mistrzostwa Świata FIBT 1965 odbyły się w dniu 15 lutego 1965 w szwajcarskiej miejscowości Sankt Moritz, gdzie rozegrano konkurencję męskich dwójek i czwórek bobslejowych.

## Dwójki
- Data: 15 lutego 1965

| Miejsce | Państwo         | Zawodnik                         | Czas |
| ------- | --------------- | -------------------------------- | ---- |
| 1       | Wielka Brytania | Anthony Nash Robin Dixon         | –    |
| 2       | Włochy          | Rinaldo Ruatti Enrico De Lorenzo | –    |
| 3       | Kanada          | Vic Emery Michael Young          | –    |

## Czwórki
- Data: 15 lutego 1965

| Miejsce | Państwo           | Zawodnik                                                       | Czas |
| ------- | ----------------- | -------------------------------------------------------------- | ---- |
| 1       | Kanada            | Victor Emery Gerald Presley Michael Young Peter Kirby          | –    |
| 2       | Włochy            | Nevio De Zordo Italo De Lorenzo Pietro Lesana Robert Mocellini | –    |
| 3       | Stany Zjednoczone | Fred Fortune Richard Knuckles Joe Wilson James Lord            | –    |

## Tabela medalowa
| Miejsce | Państwo           |   |   |   | Razem |
| ------- | ----------------- | - | - | - | ----- |
| 1.      | Kanada            | 1 | 0 | 1 | 2     |
| 2.      | Wielka Brytania   | 1 | 0 | 0 | 1     |
| 3.      | Włochy            | 0 | 2 | 0 | 2     |
| 4.      | Stany Zjednoczone | 0 | 0 | 1 | 1     |